# Kaniža (Ivanec)
Kaniža is een plaats in de gemeente Ivanec in de Kroatische provincie Varaždin. De plaats telt 295 inwoners (2001).